# Невля
Невля — река в России, протекает по Порховскому району Псковской области. Длина реки составляет 12 км.
Начинается у западной окраины деревни Лаврово, течёт на запад по осиново-ольховому лесу, в низовьях — заболоченному. Устье реки находится в 95 км по правому берегу реки Черёхи у деревни Бекляшево.

## Данные водного реестра
По данным государственного водного реестра России, относится к Балтийскому бассейновому округу, водохозяйственный участок реки — Великая. Относится к речному бассейну реки Нарва (российская часть бассейна).
Код объекта в государственном водном реестре — 01030000212102000029263.